# أبو الضوء

عائلة أبي الضوء. وقد تولى منهم أبو القاسم وابنه أبو الحسن وحفيده أبو الفضل منصب الشيخ الفقيه القاضي في باليرمو.

أبو الضوء سراج بن أحمد بن رجاء ( (1123– حوالي 1145) كان إداريًا مسلمًا صقليًا وشاعرًا عربيًا في مقاطعة صقلية النورماندية [الإنجليزية] بعد سقوط الإمارات الإسلامية الفاطمية في جنوب إيطاليا ومالطا. عمل بشكل وثيق مع الكونت (الذي أصبح فيما بعد الملك) روجر الثاني كسكرتير وكتب فيما بعد قصيدة عن وفاة أحد أبناء روجر.
أبو الضوء هو لقب يعني "أبو النور"، واسم ولادته هو سراج. أبوه أحمد وجده رجاء. وُلِد في عائلة مسلمة بارزة من باليرمو وهي عائلة بنو الرجاء. كان أربعة أعضاء من ثلاثة أجيال من بني الرجاء يشغلون منصب الشيخ الفقيه القاضي في باليرمو مع السلطة القضائية على المجتمع المسلم المحلي بين عامي 1123 و1161.

## عمله
أقدم وثيقة تذكر أبو الضوء تعود إلى يناير 1123 وهي مكتوبة باللغة اليونانية. وهو سجل لقضية في المحكمة بين ابن عم الكونت روجر، مورييلا من بيترانا، ومالك الأرض العربي، أبو مضر بن البيذراني، بشأن حيازة طاحونة. وكان أبو الضوء عضوًا في لجنة التحكيم التي حكمت لصالح مورييلا. ربما تم إدراجه لأن القضية تتضمن بعض الشهود العرب والوثائق العربية. وجلس في لجنة أيضًا الوزير مع عبد الرحمن النصراني وعم أبي الضوء قاضي باليرمو . اللقب الذي أُعطي له في الوثيقة هو ὁ καΐτος ( هوكياتود، شكل هيليني من الكلمة العربية "القائد"). في اللغة اليونانية، عُرف باسم Βοδδάος ( بوداوس). وفي وقت لاحق على الأقل، أصبح لقب القائد هو اللقب القياسي لجميع المسؤولين المسلمين في المحكمة.
وفقًا لمصدر لاحق، وهو سيرة جورج الأنطاكي التي كتبها المقريزي، عُرض على أبي الضوء منصب الوزير الصقلّي بعد إقالة عبد الرحمن النصراني حوالي عام 1126. وبحسب المقريزي، أبلغ جورج عن الوزير إلى روجر، فأمر باعتقاله وإعدامه، ولكن عندما عرض روجر المنصب على أبي الضوء، رفض الأخير على أساس أنه رجل أدب وشعر. ثم عُيِن جورج وزيرًا. ويمنح المقريزي أبا الضوء لقب كاتب الإنشاء، وهو من أعلى المناصب في مصر الفاطمية المعاصرة. ومع ذلك، يرفض عدد من الباحثين الأوروبيين على أن النورمان نظموا حكومتهم على غرار الفاطميين، ويعللون بأنه لا يمكن أن يقال الكثير عن ما كان من الممكن أن ينطوي عليه منصب كاتب الإنشاء في عشرينيات القرن الثاني عشر، لعل هذا مجرد تناقض زمني من جانب المقريزي.
وبحسب ابن الأثير ، أنشأ روجر ديوان مظالم على غرار العباسيين لسماع شكاوى الناس. ومن المحتمل أن يكون هذا الديوان قد أشرف عليه أبو الضوء، حيث إن محكمة عام 1123م تتميز ببعض خصائص محكمة المظالم ، وهذا يتفق مع منصب كاتب الإنشاء كما كان في مصر الفاطمية، ويستخدم البعض هذا حجةً أن النورمانيين تعلموا تنظيم الحكم من الفاطميين.
ويطلق المؤرخ الفارسي عماد الدين الأصفهاني (توفي عام 1201) أيضًا على أبي الضوء لقب الكاتب. ربما كان هو المسؤول عن مراسلات روجر مع الفاطميين والزيريين، والتي كانت مستمرة، ومع الحاكم المحلي المستقل يوسف من قابس. وتُشير رواية المقريزي إلى أنه كان متمكنًا ليس فقط باللغة العربية، بل وباليونانية أيضًا، وهذا أحد أسباب عرض منصب عبد الرحمن النصراني عليه. على الرغم من أن نشاطه العام لا يظهر إلا في الفترة القصيرة 1123-1126، إلا أن القصيدة التي كتبها عن وفاة ابن روجر أثبتت أنه كان على مقربة من البلاط الملكي حتى منتصف أربعينيات القرن الثاني عشر. وتعود أهميته في تطور الإدارة النورماندية إلى ظهوره كسكرتير عربي رفيع المستوى في الفترة التكوينية والتجريبية بين وفاة والدة روجر، الكونتيسة أديلايد ديل فاستو (1118)، وتتويج روجر الملكي (1130). 

## شعره
لم يتبق من شعر أبي الضوء إلا ثلاثة مقتطفات من قصائده. وقد ورد المزيد من أعماله فيالمختار في النظم والنثر لفضائل أهل العصر المفقودة الآن والتي جمعها ابن بشرون الصقلي في صقلية ونشرت في عام 561. هـ، ولكن لا نعرف اليوم إلا ثلاثة مقتطفات من هذا العمل نقلها عماد الدين الأصفهاني في مختاراته " خريدة القصر" . المقطع الأول من أبيات متبادلة مع الفقيه عيسى بن عبد المنعم الصقلي، حيث طلب استعارة كتاب. المقتطف الثاني هو خمسة أبيات من مرثية كُتبَت في وفاة صديق. المقتطف الثالث والأطول، وهو الأكثر إثارة للاهتمام من الناحية التاريخية والأجمل أيضًا، هو سبعة عشر بيتًا من رثاء وفاة «ابن روجر الفرنجي سيد صقلية».
لم يذكر اسم الابن، لكن القصيدة تشير إلى أنه كان قد بلغ سن الرشد مؤخرًا وقت وفاته، مما يجعله إما تنغريد أمير باري [الإنجليزية] (توفي في عام 1138/1140) أو ألفونسو الإيطالي (توفي في عام 1144)، اللذين توفيا في سن المراهقة أو في أوائل العشرينات من العمر، مما يجعلهما الشخصان الأكثر احتمالًا. إلى جانب هذه المقاطع الثلاثة، يستشهد عماد الدين أيضًا ببعض أبيات أبي الصلت أمية التي أُرسلت إلى أبي الضوء.

## ملحوظات
1. ↑  المختار في النظم والنثر لفضائل أهل العصر
2. ↑  م 1165–66.
3. ↑  يصفها جونز (2002، ص 88) بأنها "رثاء أكثر من كفء"؛ ويصفها ماليت (2005، ص 100) بأنها "واحدة من أكثر القصائد مأساوية ومؤثرة التي كتبت للملوك النورمان".
4. ↑  الابن البكر روجر الثالث تٌوفي 1149 بعمر 31.

## فهرس
الكتب 
- ʿAbbas، Ihsan (1994). A Biographical Dictionary of Sicilian Learned Men and Poets. Beirut: Dar al-Gharb al-Islami.
- Johns، Jeremy (2002). Arabic Administration in Norman Sicily: The Royal Dīwān. Cambridge University Press.
- Mallette، Karla (2005). The Kingdom of Sicily, 1100–1250: A Literary History. Philadelphia: University of Pennsylvania Press.
- Metcalfe، Alex (2009). The Muslims of Medieval Italy. Edinburgh University Press.

المقالات 
- De Simone، Adalgisa (1999). "Il Mezzogiorno normanno-svevo visto dall'Islam africano". في Giosuè Musca (المحرر). Il mezzogiorno normanno-svevo visto dall'Europa e dal mondo mediterraneo. Edizioni Dedalo. ص. 261–94.
- Jamil، Nadia؛ Johns، Jeremy (2016). "A New Latin–Arabic Document from Norman Sicily (November 595 H / 1198 CE)". في Maurice A. Pomerantz؛ Aram A. Shahin (المحررون). The Heritage of Arabo-Islamic Learning: Studies Presented to Wadad Kadi. Leiden: Brill. ص. 111–68.